# Indische dwergaalscholver
De Indische dwergaalscholver (Microcarbo niger, synoniem: Phalacrocorax niger) is een vogel uit de orde van Suliformes. 

## Verspreiding en leefgebied
Deze soort komt wijdverspreid voor in Azië, met name van India tot Zuidoost-Azië en Java.